# Shinya Yajima
Shinya Yajima (矢島 慎也, Yajima Shinya) est un footballeur japonais né le 18 janvier 1994. Il évolue au poste de milieu de terrain.

## Biographie

### En club
Il joue un match en Ligue des champions d'Asie en 2013 avec le club des Urawa Red Diamonds.
Il inscrit huit buts en deuxième division japonaise lors de la saison 2015 avec le club du Fagiano Okayama.

### En équipe nationale
En novembre 2012, il participe avec les moins de 19 ans au championnat d'Asie des moins de 19 ans organisé aux Émirats arabes unis. Lors de cette compétition, il inscrit un but contre l'Irak (défaite 2-1).
En septembre 2014, il participe aux Jeux asiatiques qui se déroulent à Incheon. La Japon est éliminé en quart de finale par la Corée du Sud.
En janvier 2016, il dispute le championnat d'Asie des moins de 23 ans organisé au Qatar. Lors de cette compétition, il inscrit deux buts : contre la Thaïlande (victoire 0-4), puis contre la Corée du Sud en finale (victoire 2-3).
En mai 2016, il dispute le Tournoi de Toulon. Il est dans la foulée retenu par le sélectionneur Makoto Teguramori afin de participer aux Jeux olympiques d'été organisés au Brésil. Lors de cette compétition, il joue trois matchs, inscrivant un but contre la Suède.

## Palmarès
- Vainqueur du championnat d'Asie des moins de 23 ans en 2016 avec l'équipe du Japon